# Club Deportivo Cultural Areas
El Club Deportivo Cultural Areas es un equipo de fútbol de la localidad pontevedresa de Puenteareas, fundado en 1967, militando en la temporada 2018/2019 en preferente ha estado seis veces en Tercera División de España, logrando su mejor puesto (13.º) en la temporada 2009/2010, convirtiéndolo en el mejor equipo de Puenteareas.
Cultural Areas es un equipo humilde, pero con la fuerza de sus 800 vecinos representa a la parroquia de Áreas por los campos de Galicia. Su partido más difícil Cultural Áreas-Real Valladolid con resultado 1-3 o contra el Elche. Desde julio de 2021 su entrenador es Daniel Fernández Varela, con una amplia experiencia en diferentes clubes. Dani pasó por equipos como el Sporting Clube Portugal, R. C. Celta, Al Ahli (Arabia Saudí), Sporting Clube Goa(India), Coruxo, Atios, Guangzhou Evergrande(China) donde fue campeón gallego con el R. C. Celta y campeón nacional con Al Ahli y Guangzhou Evergrande.
Su actual capitán es Bruno, más conocido en Areas como Bruni o Bruninho. Juega de delantero centro o extremo.

## Historia
El 17 de julio de 1967 se constituyó la sociedad deportiva tras una reunión de vecinos de la localidad de Areas (Puenteareas) en la tienda de Manuel Domínguez Mariño (Manolo de Adelaida), apodado Chiño, quien fue el primer presidente del club. Además, el club contó con un presidente honorario llamado Manuel Covelo Covelo, apodado Pancho. Tras dicha reunión, por unanimidad se constituyó la sociedad denominada "CLUB DEPORTIVO Y CULTURAL DE AREAS".
El club compitió en las divisiones regionales durante varios años, hasta que en 1990 ascendió a Regional Preferente (Grupo Sur) como hito más destacado hasta ese momento.
En la temporada 2008/2009 el Club Deportivo Cultural Áreas ascendió a la Tercera División de España, cuarto nivel del fútbol español, tras lograr la primera posición del grupo 2 con 72 puntos, superando al Barbadas, Estradense y Cruceiro. 
Se mantuvo en dicha categoría hasta la temporada 2011/2012 cuando descendió a Preferente Autonómica de Galicia - Grupo Sur, tras quedarse a un punto de la salvación.
En la siguiente temporada logró de nuevo el ascenso a Tercera División tras lograr la primera posición en el grupo 2 con 73 puntos, superando al Arosa y al Choco por un punto.
En la temporada 2014/2015 descendió de nuevo a Preferente Autonómica de Galicia - Grupo Sur (tras finalizar en el puesto 18, a 14 puntos de la salvación).

## Estadio
El Cultural Areas juega en el campo municipal A Lomba con capacidad para 1000 espectadores, de césped natural.

## Datos del club
- Temporadas en 1.ª: 0
- Temporadas en 2.ª: 0
- Temporadas en 2ªB: 0
- Temporadas en 3.ª: 6

| Temporada   | Nivel | Categoría    | Puesto |
| ----------- | ----- | ------------ | ------ |
| desde 67-68 |       | Regional     | —      |
| hasta 99-00 |       | Regional     | —      |
| 2000/01     | 6     | 1.ª Regional | 4.º    |
| 2001/02     | 6     | 1.ª Regional | 5.º    |
| 2002/03     | 6     | 1.ª Regional | 2.º    |
| 2003/04     | 5     | Preferente   | 5.º    |
| 2004/05     | 5     | Preferente   | 15.º   |
| 2005/06     | 5     | Preferente   | 13.º   |
| 2006/07     | 5     | Preferente   | 12.º   |
| 2007/08     | 5     | Preferente   | 10.º   |
| 2008/09     | 5     | Preferente   | 1.º    |
| 2009/10     | 4     | 3.ª          | 13.º   |

| Temporada | Nivel | Categoría  | Puesto |
| --------- | ----- | ---------- | ------ |
| 2010/11   | 4     | 3.ª        | 15.º   |
| 2011/12   | 4     | 3.ª        | 18.º   |
| 2012/13   | 5     | Preferente | 1.º    |
| 2013/14   | 4     | 3.ª        | 16.º   |
| 2014/15   | 4     | 3.ª        | 18.º   |
| 2015/16   | 5     | Preferente | 12.º   |
| 2016/17   | 5     | Preferente | 1.º    |
| 2017/18   | 4     | 3.ª        | 16.º   |
| 2018/19   | 5     | Preferente | 12.º   |
| 2019/20   | 5     | Preferente | 3.º    |
| 2020/21   | 5     | Preferente |        |